# Waltraud Kretzschmar
Waltraud Kretzschmar (Kloster Lehnin, 1 de fevereiro de 1948 - Kloster Lehnin, 7 de fevereiro de 2018) foi uma ex-handebolista alemã, medalhista olímpica.

## Carreira
Waltraud Kretzschmar fez parte da equipe alemã oriental do handebol feminino, prata em Montreal 1976 e bronze Moscou 1980, com um total de 4 jogos e 9 gols.
Morreu aos 70 anos na Alemanha